# Babina Luka
Pour les articles homonymes, voir Babina.
Babina Luka (en serbe cyrillique : Бабина Лука) est un village de Serbie situé sur le territoire de la Ville de Valjevo, district de Kolubara. Au recensement de 2011, il comptait 599 habitants.

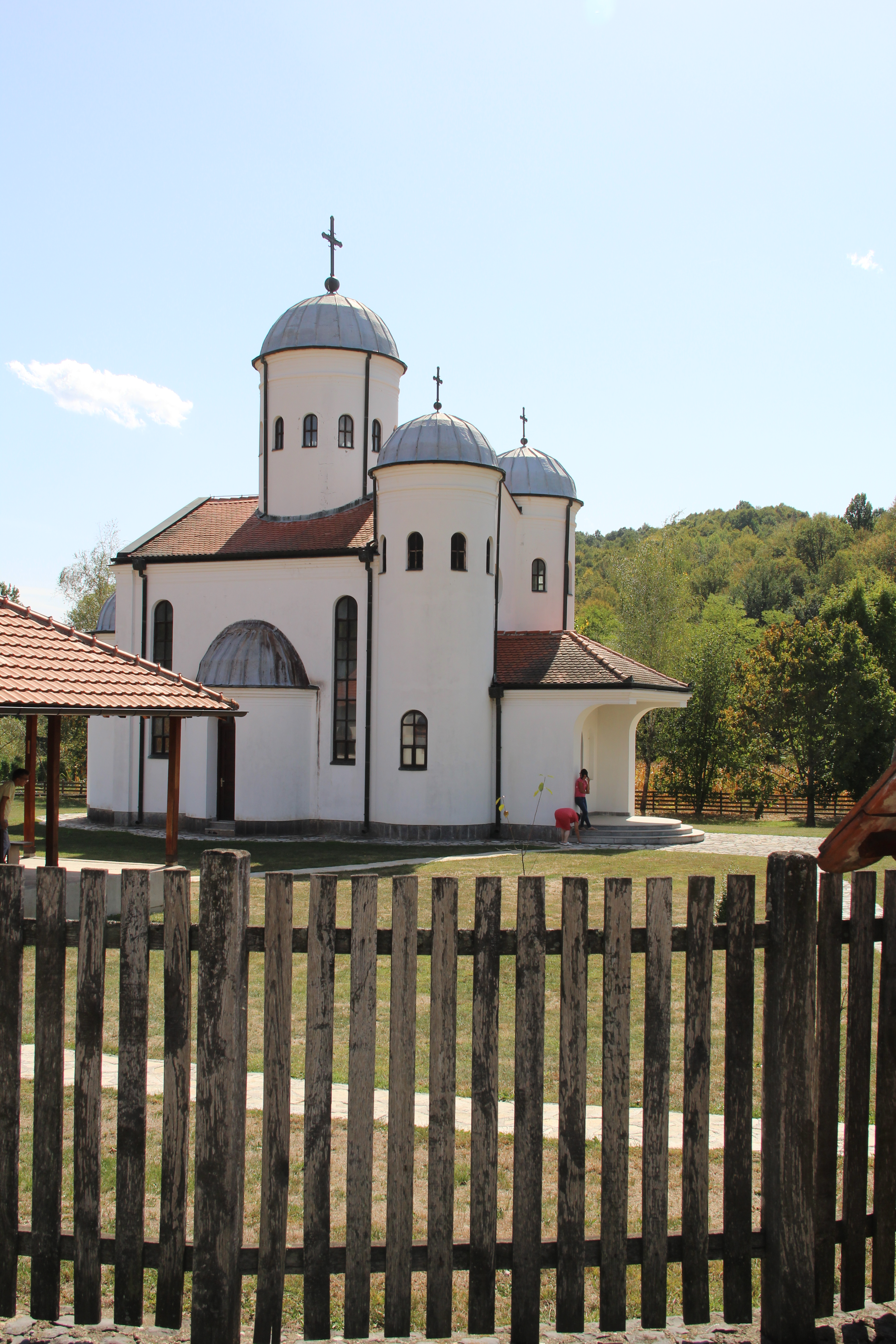
Babina Luka - eglise
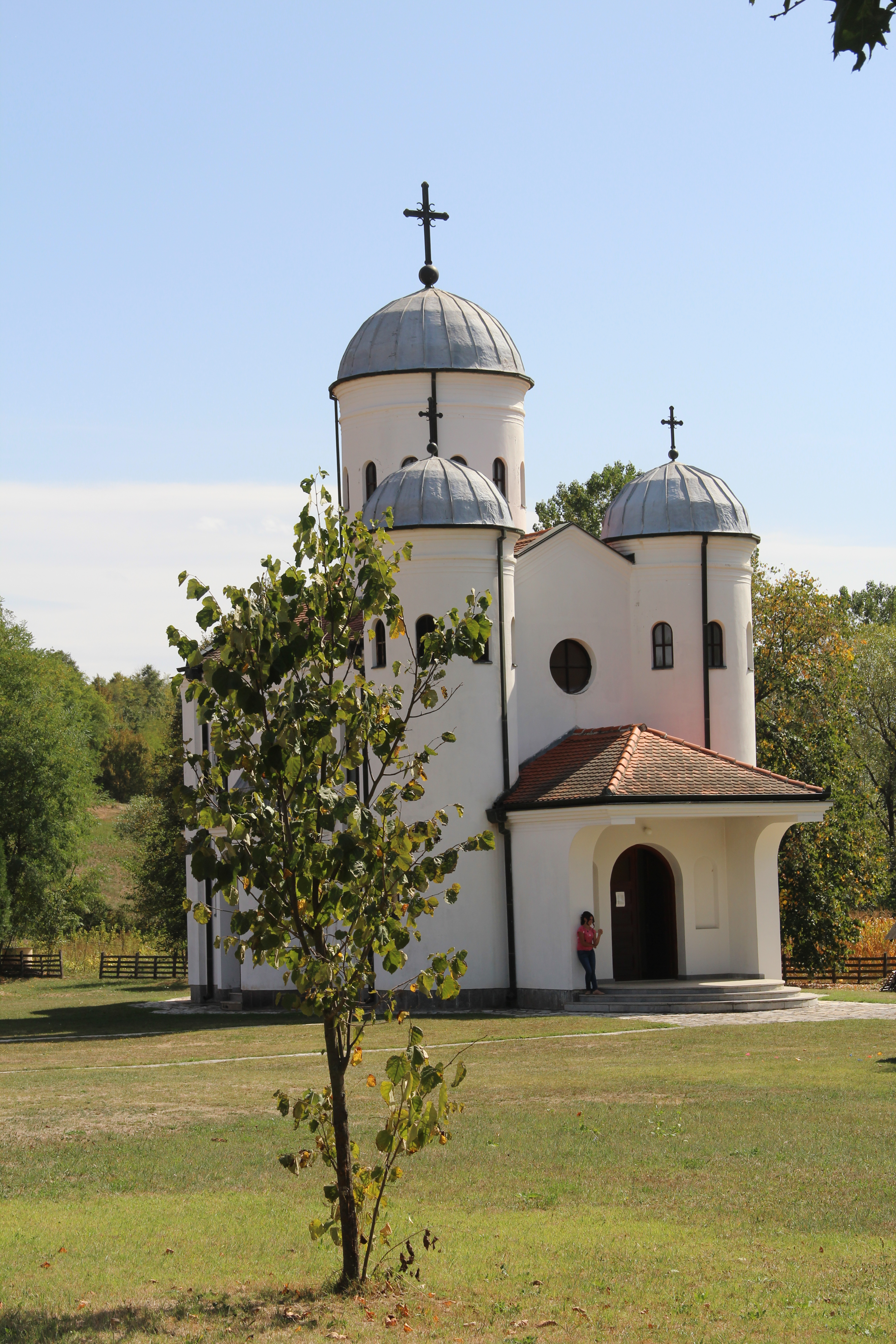
Babina Luka - eglise
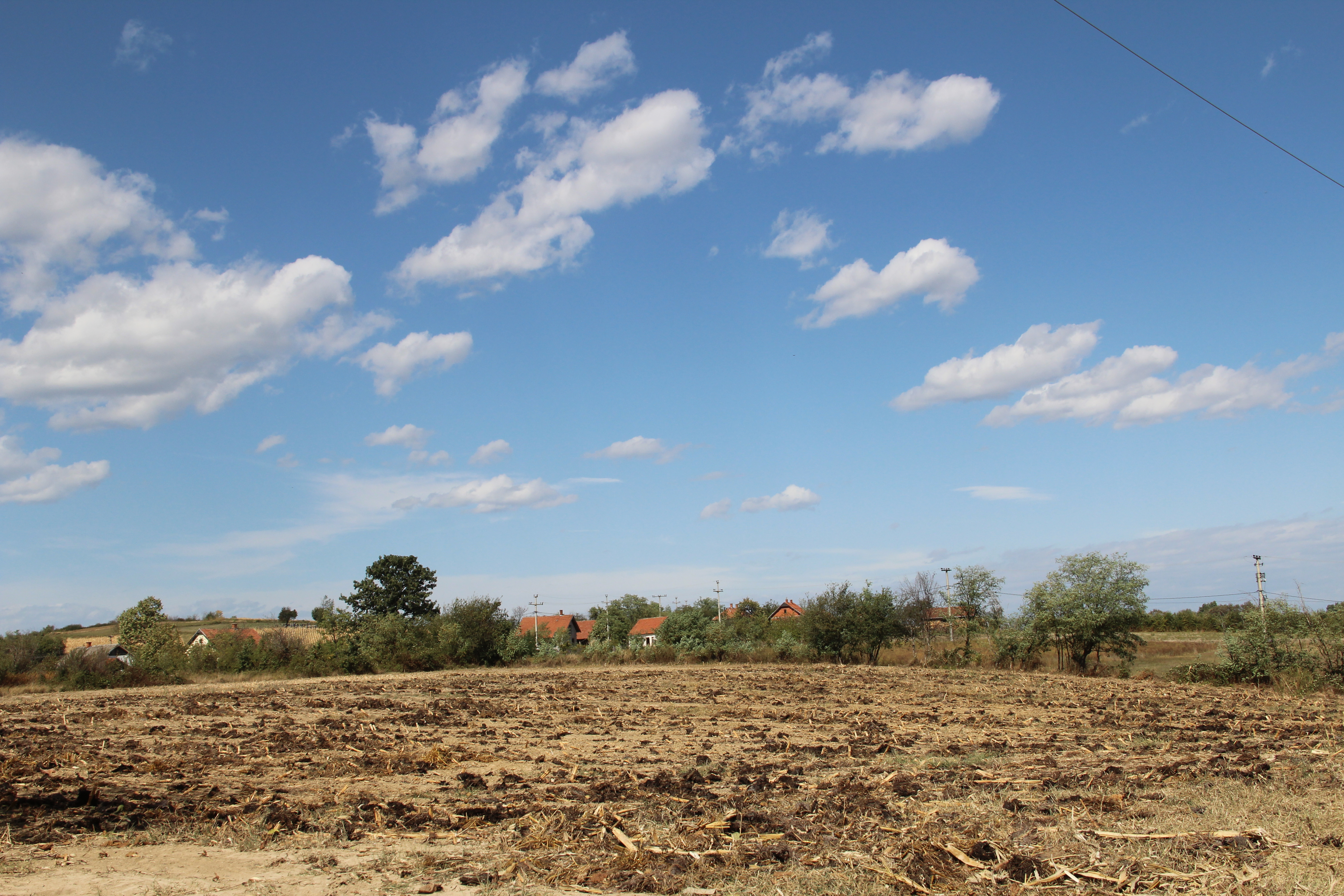
Babina Luka - Panorama
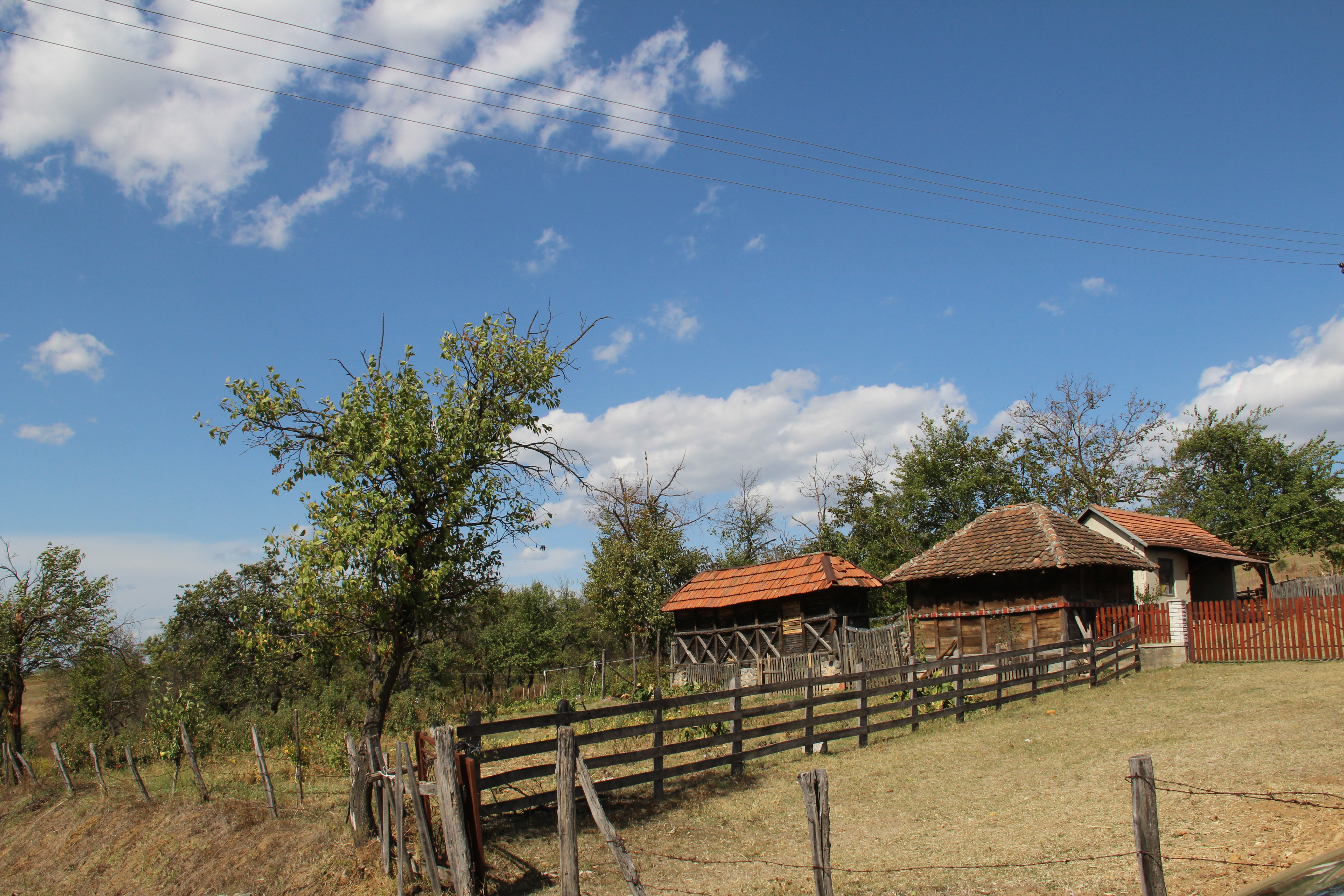
Babina Luka - Panorama
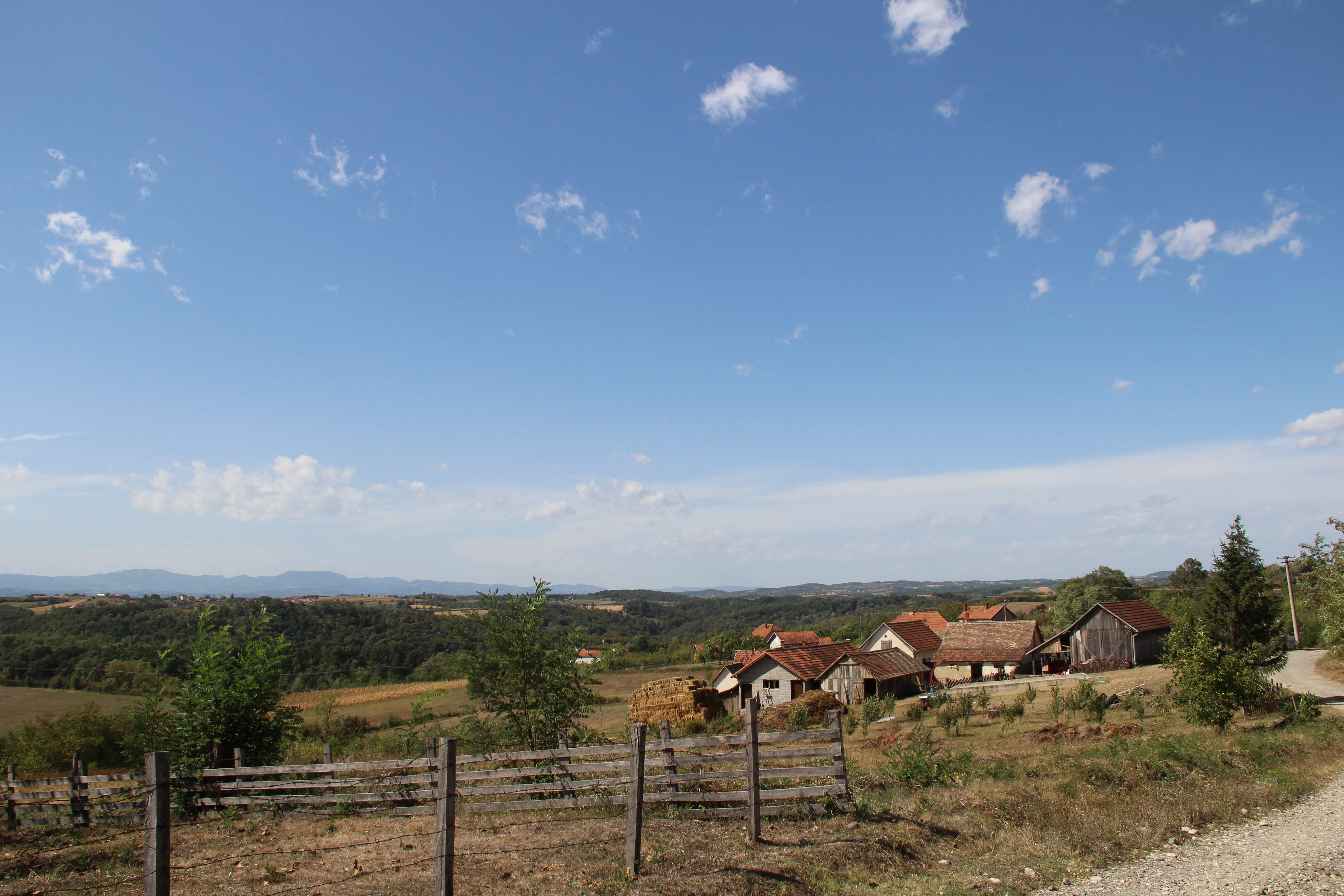
Babina Luka - Panorama
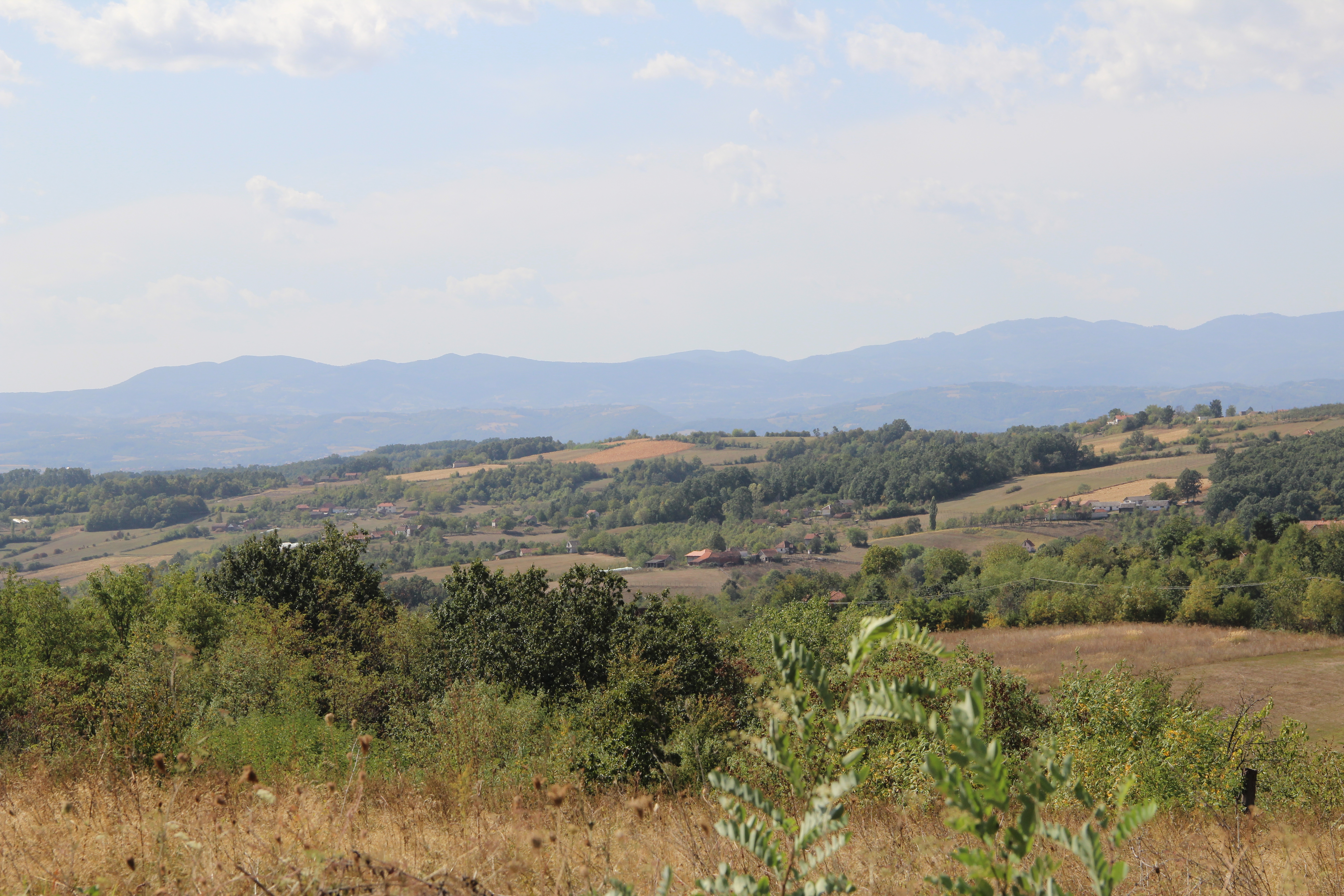
Babina Luka - Panorama
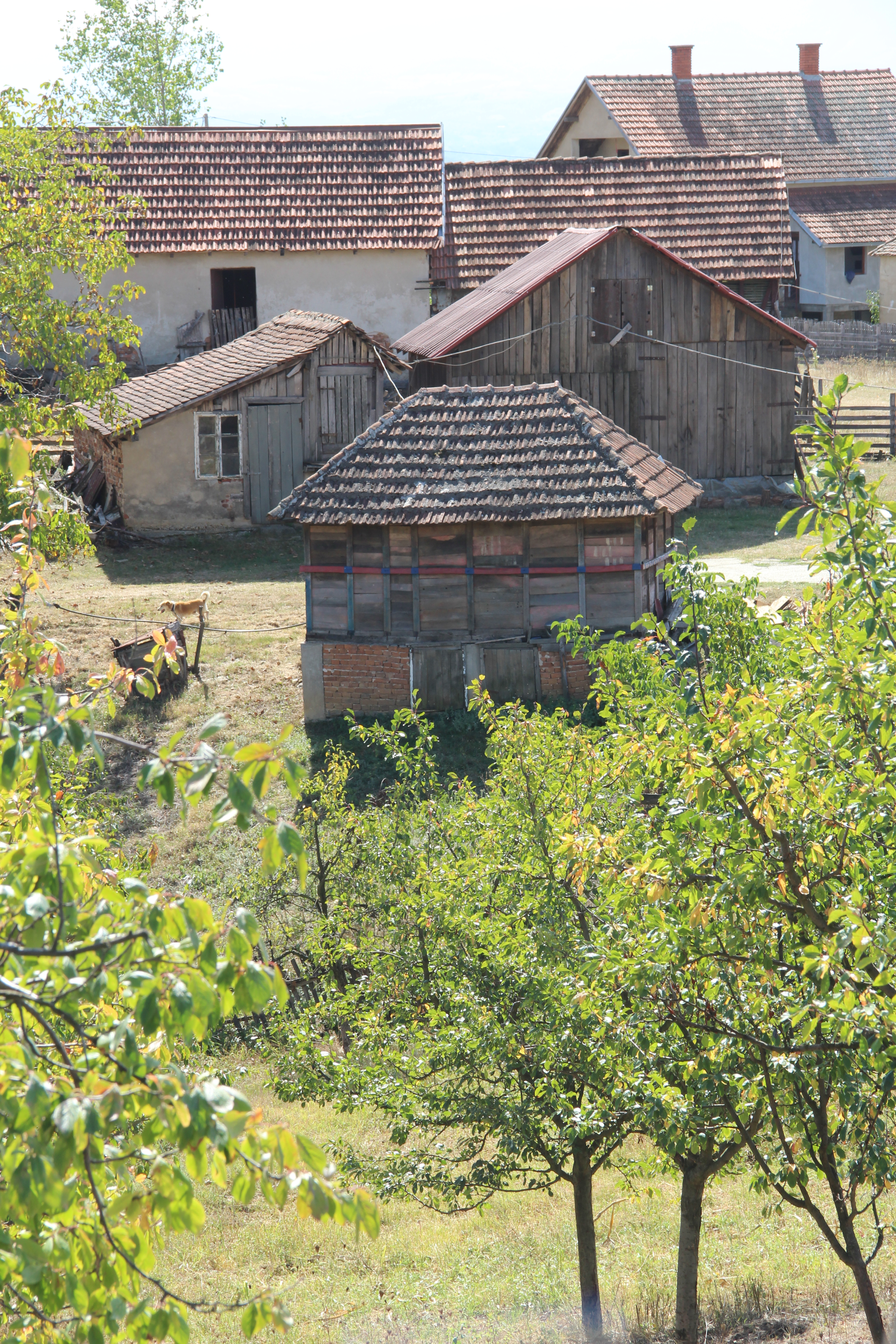
Babina Luka - Panorama
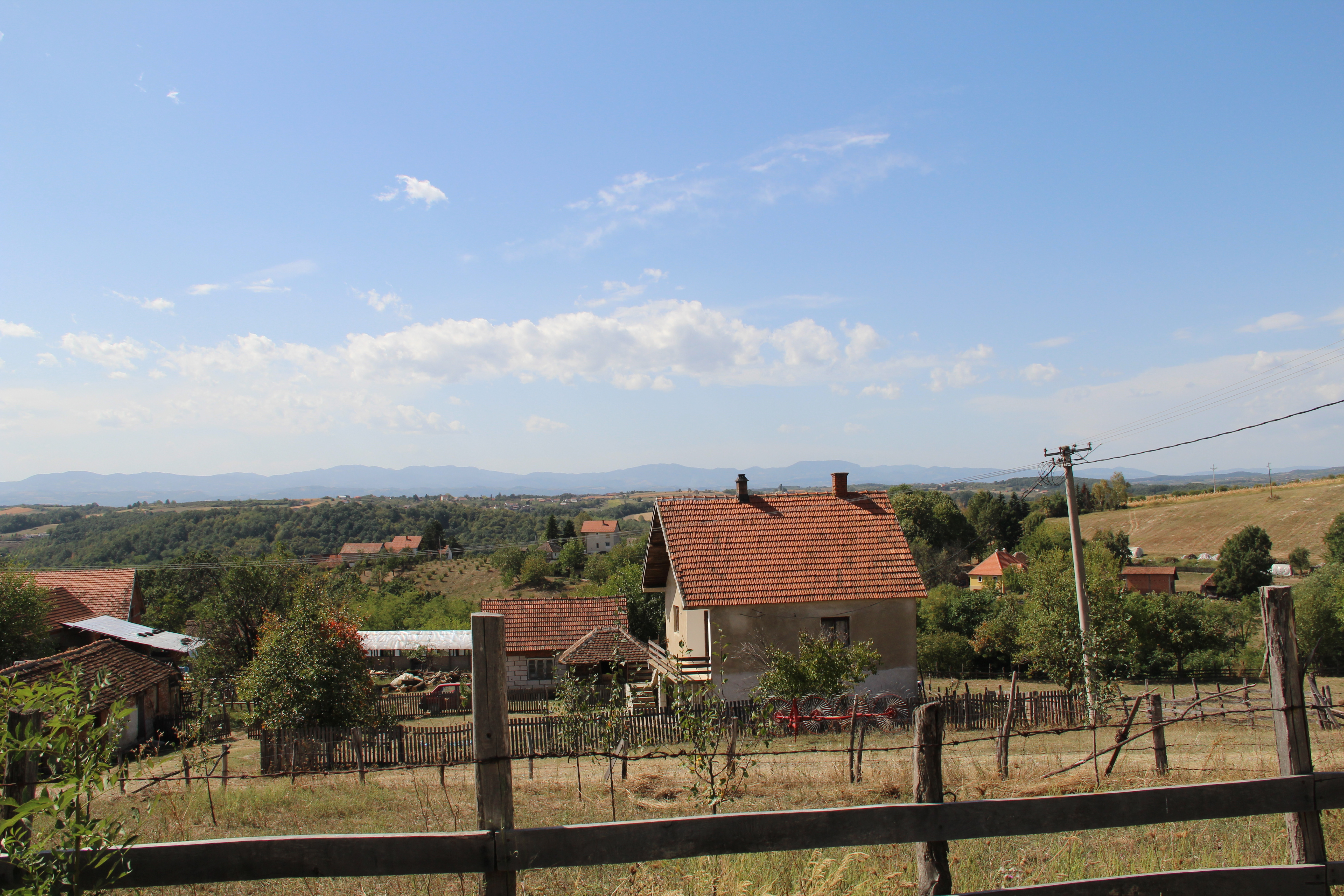
Babina Luka - Panorama
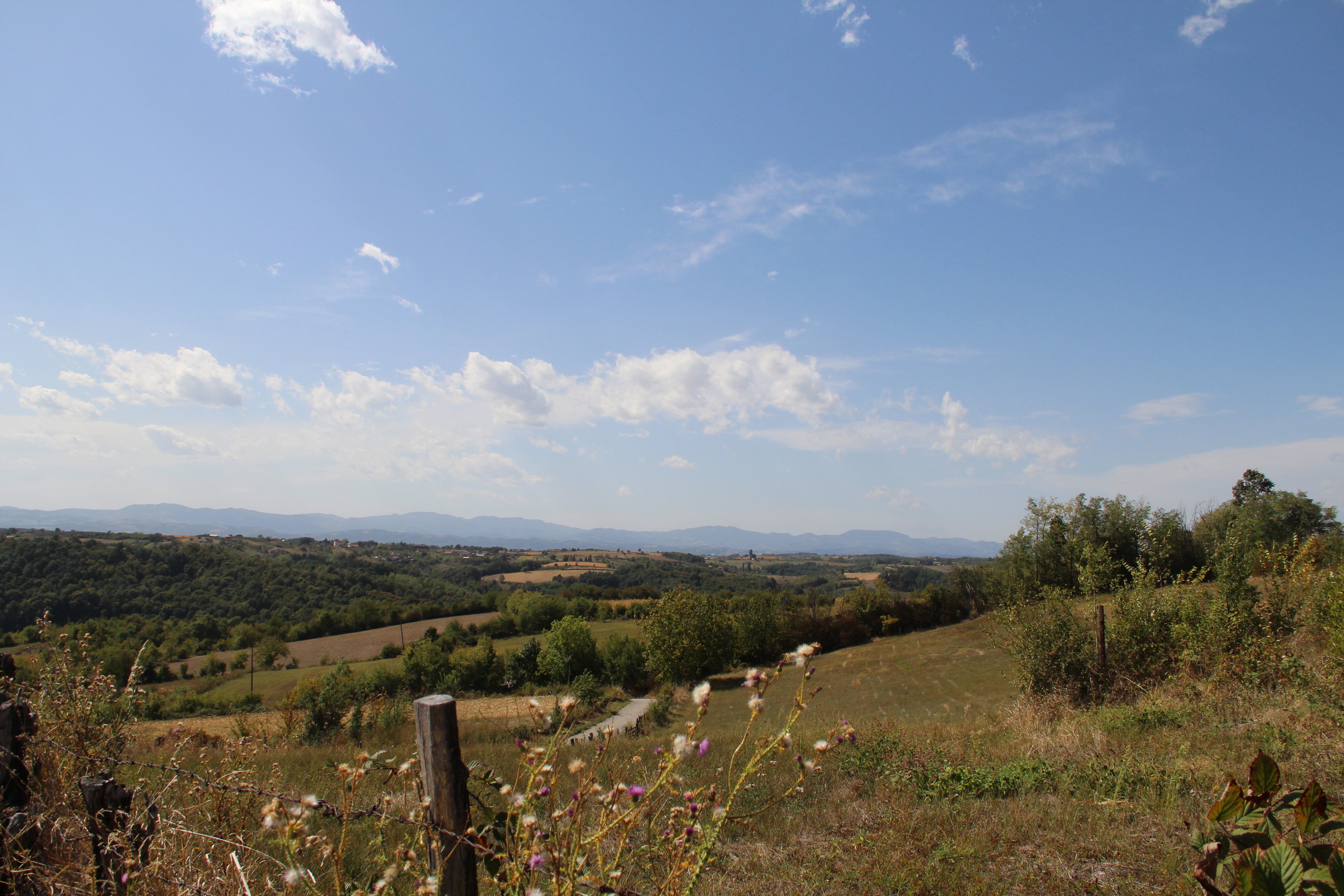
Babina Luka - Panorama
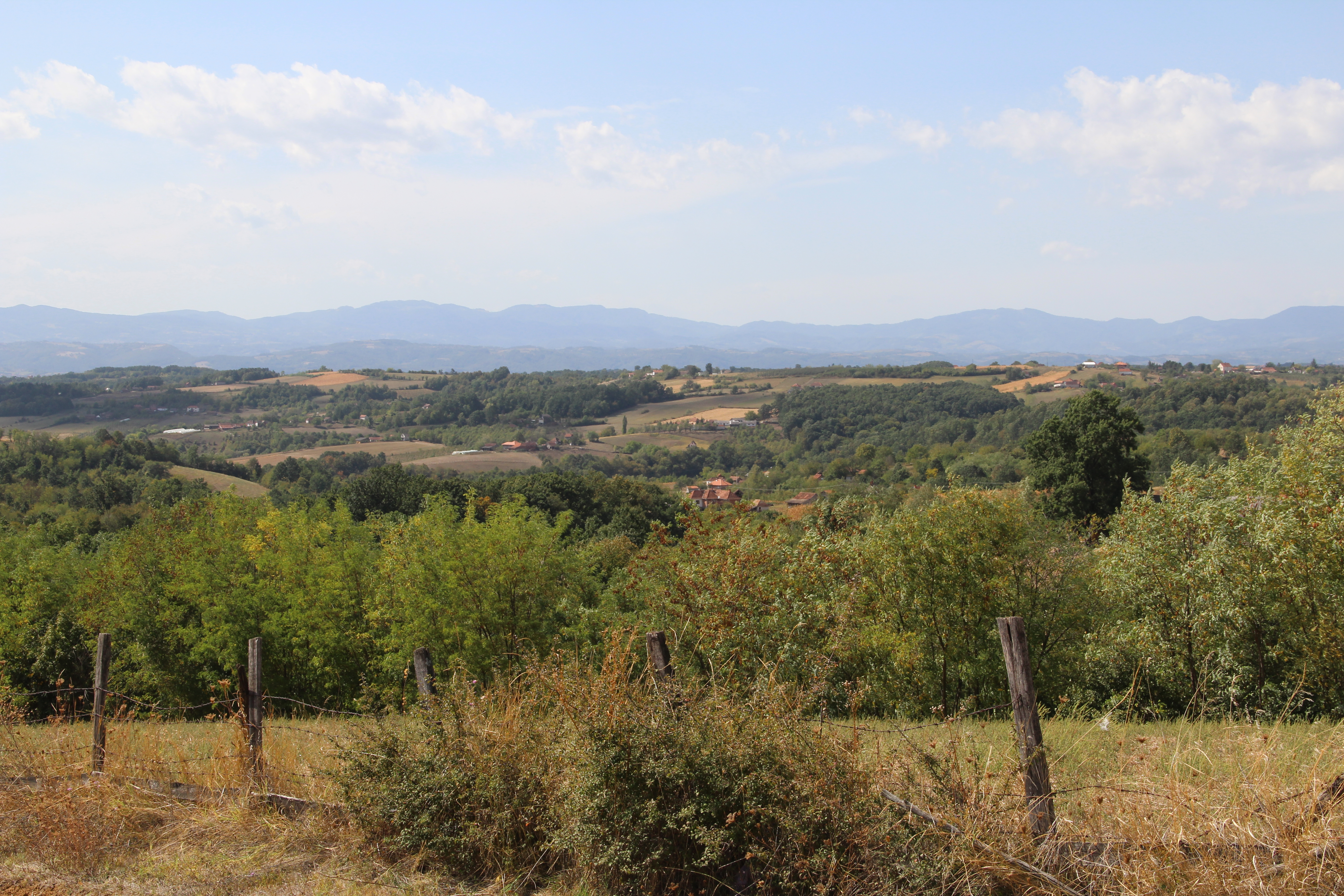
Babina Luka - Panorama
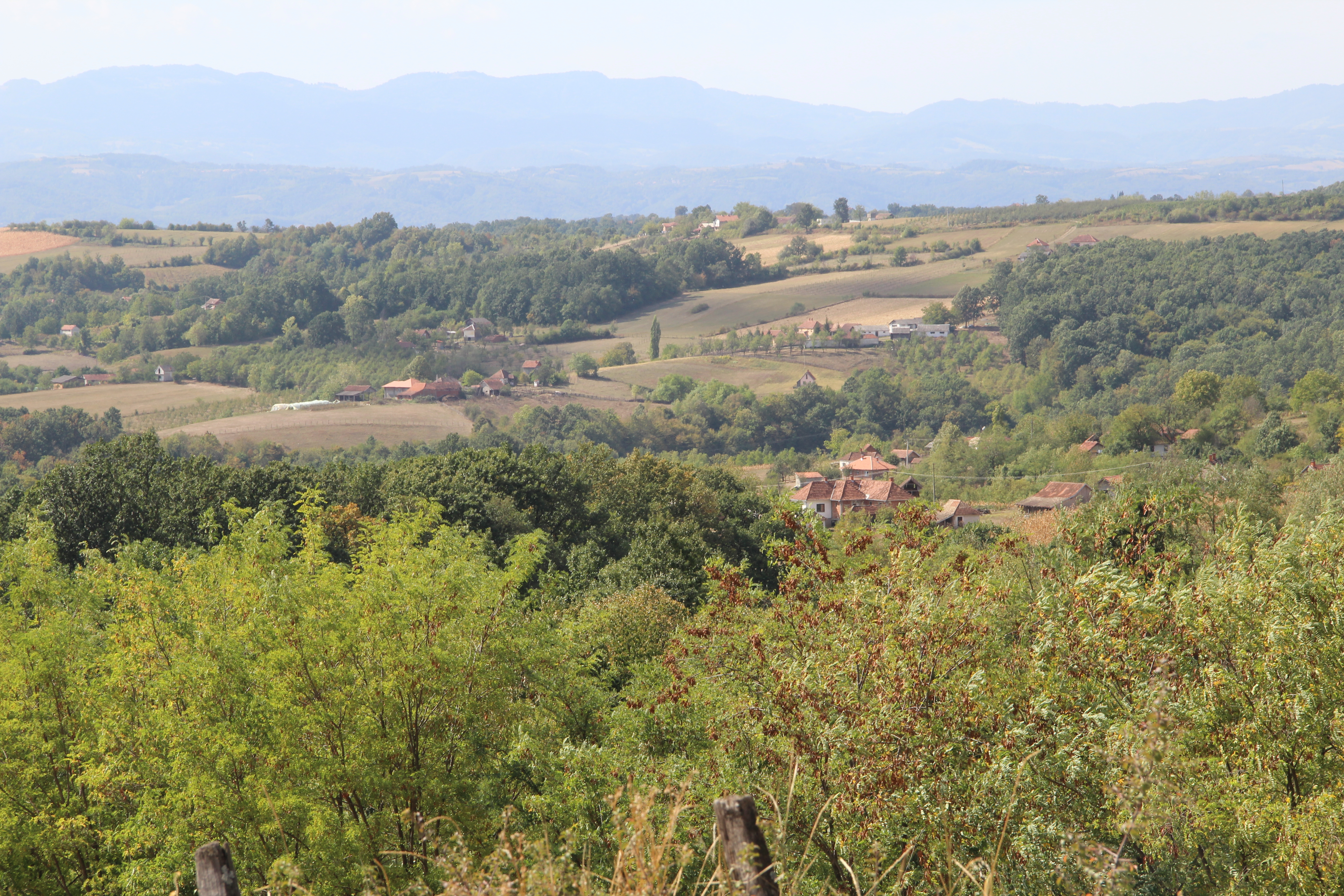
Babina Luka - Panorama

## Démographie
| 1948  | 1953  | 1961  | 1971  | 1981  | 1991 | 2002 | 2011 |
| ----- | ----- | ----- | ----- | ----- | ---- | ---- | ---- |
| 1 225 | 1 284 | 1 182 | 1 139 | 1 012 | 865  | 772  | 599  |

|  |